# Contea di Fulton (Indiana)
La contea di Fulton (in inglese Fulton County) è una contea dello Stato dell'Indiana, negli Stati Uniti. La popolazione al censimento del 2000 era di 20 511 abitanti. Il capoluogo di contea è Rochester.
Comuni presenti:
- Kewanna